# Пилиш
Пилиш (мађ. Pilis) град је у Мађарској. Пилиш је значајан град у оквиру жупаније Пешта, а истовремено и важно предграђе престонице државе, Будимпеште.
Пилиш има 11.410 становника према подацима из 2009. године.

## Положај града
Град Пилиш се налази у средишњем делу Мађарске. Од престонице Будимпеште град је удаљен 50 километара југоисточно. Град се налази у северном делу Панонске низије, на надморској висини од 140 m.

## Галерија
- Палата Пилиш